# Enyo gorgon
Enyo gorgon este o specie de molie din familia Sphingidae. Este întâlnită din Mexic până în partea nordică a Americii de Sud.
Anvergura este de 66-72 mm.  Există probabil două sau trei generații într-un an. Adulții zboară în perioadele: mai-iunie, august-septembrie și decembrie-ianuarie în zona Costa Rica. În Bolivia, adulții au fost înregistrați între lunile octombrie și noiembrie, și de asemenea în august în Mato Grosso (Brazilia) și în februarie în Peru.

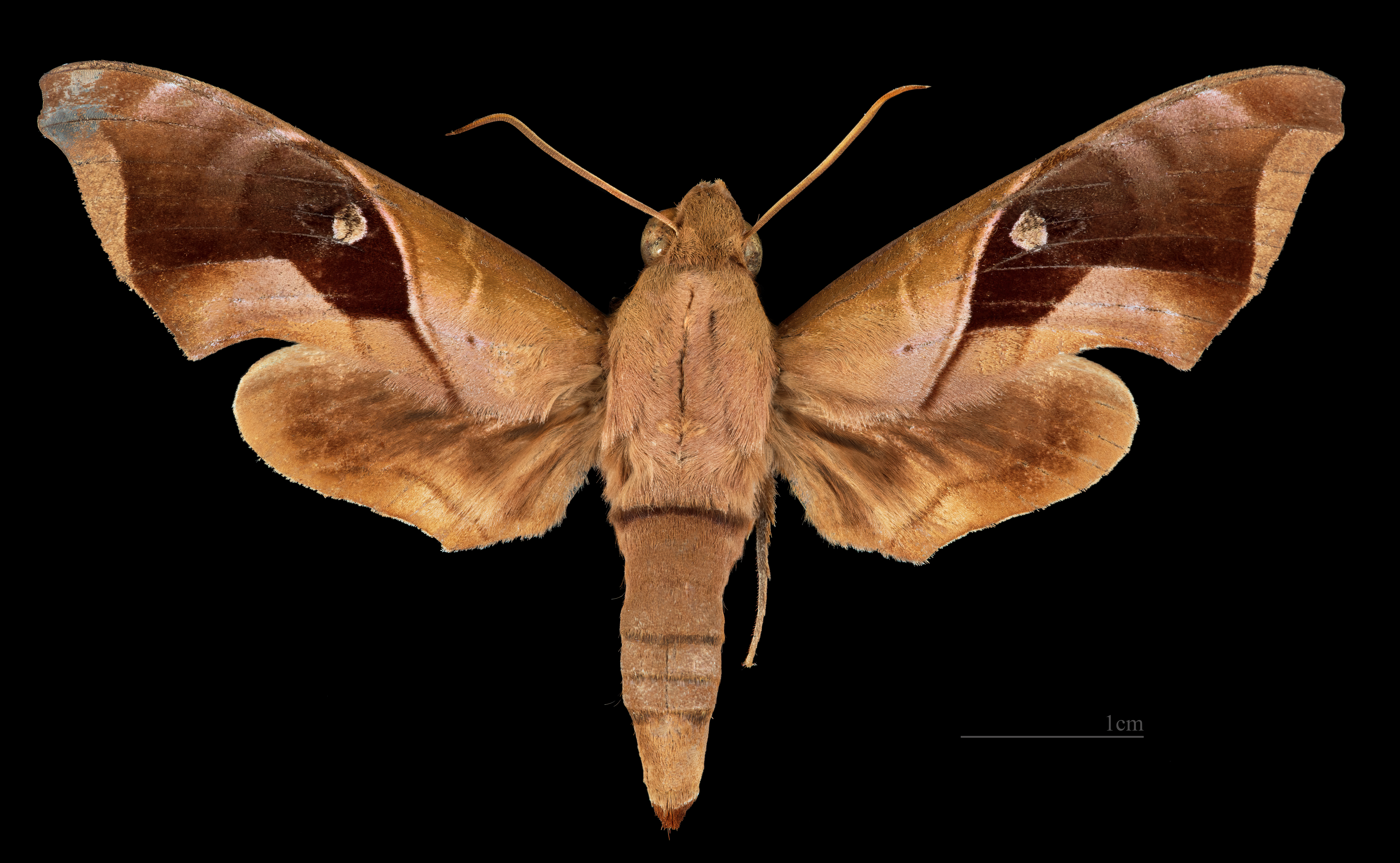
♀
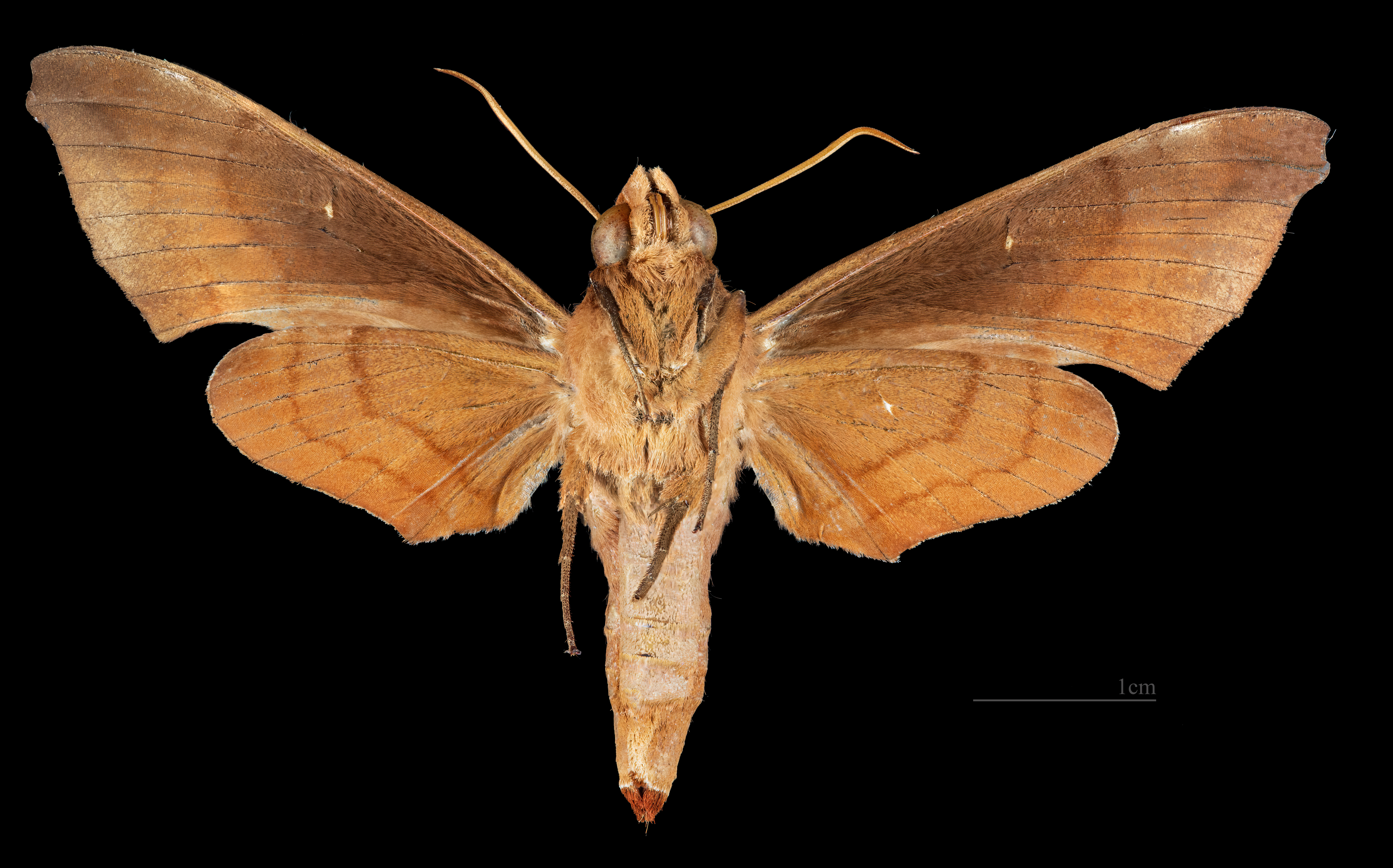
♀ △

Larvele au ca principală sursă de hrană specii de Vitaceae printre care se numără Vitis tiliifolia, și Tetracera volubilis din familia Dilleniaceae. 